# Daisy Speranza
 (août 2020).
Si vous disposez d'ouvrages ou d'articles de référence ou si vous connaissez des sites web de qualité traitant du thème abordé ici, merci de compléter l'article en donnant les références utiles à sa vérifiabilité et en les liant à la section « Notes et références ».
Pour les articles homonymes, voir Speranza.
Daisy Speranza est une joueuse de tennis française du début du XXe siècle.
Elle a notamment détenu quatre titres consécutifs de championne de France en double dames entre 1909 et 1912 avec Jeanne Mathey, ainsi que deux en double mixte en 1912 et 1913, chaque fois associée à William Laurentz.

## Palmarès (partiel)

### Titres en double dames
| No | Date       | Nom et lieu du tournoi         | Catégorie | Surface      | Partenaire     | Finalistes | Score |          |
| -- | ---------- | ------------------------------ | --------- | ------------ | -------------- | ---------- | ----- | -------- |
| 1  | ??/05/1909 | Championnat de France Bordeaux | G. Chelem | Terre (ext.) | Jeanne Matthey | NC         | NC    | Parcours |
| 2  | ??/05/1910 | Championnat de France Paris    | G. Chelem | Terre (ext.) | Jeanne Matthey | NC         | NC    | Parcours |
| 3  | ??/05/1911 | Championnat de France Paris    | G. Chelem | Terre (ext.) | Jeanne Matthey | NC         | NC    | Parcours |
| 4  | ??/05/1912 | Championnat de France Paris    | G. Chelem | Terre (ext.) | Jeanne Matthey | NC         | NC    | Parcours |

### Finale en double dames
| No | Date       | Nom et lieu du tournoi      | Catégorie | Surface      | Vainqueures                  | Partenaire          | Score    |          |
| -- | ---------- | --------------------------- | --------- | ------------ | ---------------------------- | ------------------- | -------- | -------- |
| 1  | ??/05/1923 | Championnat de France Paris | G. Chelem | Terre (ext.) | Suzanne Lenglen Julie Vlasto | Hélène Contostavlos | 6-1, 6-0 | Parcours |

### Titres en double mixte
| No | Date       | Nom et lieu du tournoi      | Catégorie | Surface      | Partenaire       | Finalistes | Score |          |
| -- | ---------- | --------------------------- | --------- | ------------ | ---------------- | ---------- | ----- | -------- |
| 1  | ??/05/1912 | Championnat de France Paris | G. Chelem | Terre (ext.) | William Laurentz | NC         | NC    | Parcours |
| 2  | ??/05/1913 | Championnat de France Paris | G. Chelem | Terre (ext.) | William Laurentz | NC         | NC    | Parcours |

## Parcours en Grand Chelem (partiel)
Si l’expression « Grand Chelem » désigne classiquement les quatre tournois les plus importants de l’histoire du tennis, elle n'est utilisée pour la première fois qu'en 1933, et n'acquiert la plénitude de son sens que peu à peu à partir des années 1950.

### En simple dames
| Année | Championnat d'Australasie Championnat d'Australie | Championnat d'Australasie Championnat d'Australie | Championnat de France Internationaux de France | Championnat de France Internationaux de France | Wimbledon | Wimbledon | US National | US National |
| ----- | ------------------------------------------------- | ------------------------------------------------- | ---------------------------------------------- | ---------------------------------------------- | --------- | --------- | ----------- | ----------- |
| 1924  | -                                                 | -                                                 | 1er tour (1/8)                                 | M. Broquedis                                   | -         | -         | -           | -           |
| 1925  | -                                                 | -                                                 | 1er tour (1/32)                                | Maud Rosenbaum                                 | -         | -         | -           | -           |
| 1926  | -                                                 | -                                                 | 1er tour (1/16)                                | G. Grasset                                     | -         | -         | -           | -           |
| 1927  | -                                                 | -                                                 | 2e tour (1/16)                                 | Nelly Neppach                                  | -         | -         | -           | -           |
| 1928  | -                                                 | -                                                 | 1er tour (1/32)                                | G. Charnelet                                   | -         | -         | -           | -           |
| 1929  | -                                                 | -                                                 | 1er tour (1/32)                                | Anne Peitz                                     | -         | -         | -           | -           |
| 1931  | -                                                 | -                                                 | 1er tour (1/32)                                | Lucia Valerio                                  | -         | -         | -           | -           |
| 1932  | -                                                 | -                                                 | 1er tour (1/32)                                | Lolette Payot                                  | -         | -         | -           | -           |
| 1933  | -                                                 | -                                                 | 1er tour (1/32)                                | Joan Ingram                                    | -         | -         | -           | -           |
| 1934  | -                                                 | -                                                 | 1er tour (1/32)                                | Carolin Babcock                                | -         | -         | -           | -           |
| 1935  | -                                                 | -                                                 | 2e tour (1/16)                                 | Yvana Orlandini                                | -         | -         | -           | -           |
| 1936  | -                                                 | -                                                 | 1er tour (1/32)                                | Francine Isaac                                 | -         | -         | -           | -           |
| 1937  | -                                                 | -                                                 | 2e tour (1/16)                                 | Mary Hardwick                                  | -         | -         | -           | -           |
| 1938  | -                                                 | -                                                 | 2e tour (1/16)                                 | J. Goldschmidt                                 | -         | -         | -           | -           |
| 1939  | -                                                 | -                                                 | 2e tour (1/8)                                  | J. Jędrzejowska                                | -         | -         | -           | -           |
| 1946  | -                                                 | -                                                 | 1er tour (1/32)                                | Doris Hart                                     | -         | -         | -           | -           |

À droite du résultat, l’ultime adversaire.

### En double dames
| Année | Championnat d'Australasie Championnat d'Australie | Championnat d'Australasie Championnat d'Australie | Championnat de France Internationaux de France | Championnat de France Internationaux de France | Wimbledon | Wimbledon | US National | US National |
| ----- | ------------------------------------------------- | ------------------------------------------------- | ---------------------------------------------- | ---------------------------------------------- | --------- | --------- | ----------- | ----------- |
| 1909  | -                                                 | -                                                 | Victoire J. Matthey                            |                                                | -         | -         | -           | -           |
| 1910  | -                                                 | -                                                 | Ch. R. victoire J. Matthey                     |                                                | -         | -         | -           | -           |
| 1911  | -                                                 | -                                                 | Ch. R. victoire J. Matthey                     |                                                | -         | -         | -           | -           |
| 1912  | -                                                 | -                                                 | Ch. R. victoire J. Matthey                     |                                                | -         | -         | -           | -           |
| 1922  | -                                                 | -                                                 | All comer's finale Contostavlos                | Marie Conquet Marie Danet                      | -         | -         | -           | -           |
| 1923  | -                                                 | -                                                 | Finale Contostavlos                            | S. Lenglen Julie Vlasto                        | -         | -         | -           | -           |
| 1924  | -                                                 | -                                                 | 1/4 de finale Contostavlos                     | M. Broquedis Y. Bourgeois                      | -         | -         | -           | -           |
| 1925  | -                                                 | -                                                 | 1er tour (1/8) Leyla Anet                      | B. Amblard S. Amblard                          | -         | -         | -           | -           |
| 1926  | -                                                 | -                                                 | 2e tour (1/8) M. Rosenbaum                     | Kitty McKane Evelyn Colyer                     | -         | -         | -           | -           |
| 1929  | -                                                 | -                                                 | 1er tour (1/16) Marie Danet                    | Edith Cross Helen Wills                        | -         | -         | -           | -           |
| 1931  | -                                                 | -                                                 | 2e tour (1/8) Marie Danet                      | E. Bennett Betty Nuthall                       | -         | -         | -           | -           |
| 1932  | -                                                 | -                                                 | 1er tour (1/16) F. Isaac                       | S. Mathieu C. Rosambert                        | -         | -         | -           | -           |
| 1933  | -                                                 | -                                                 | 1er tour (1/16)                                | D. Andrus Muriel Thomas                        | -         | -         | -           | -           |
| 1934  | -                                                 | -                                                 | 1er tour (1/16) G. Charnelet                   | Cilly Aussem Marie Luise                       | -         | -         | -           | -           |
| 1935  | -                                                 | -                                                 | 2e tour (1/8) Leila Row                        | Helen Jacobs S. Mathieu                        | -         | -         | -           | -           |
| 1938  | -                                                 | -                                                 | 2e tour (1/8) A. Simon                         | H. Turle Valerie Scott                         | -         | -         | -           | -           |
| 1947  | -                                                 | -                                                 | 2e tour (1/8) Gloria Butler                    | Doris Hart P. Canning                          | -         | -         | -           | -           |

Sous le résultat, la partenaire ; à droite, l’ultime équipe adverse.

### En double mixte
| Année | - | - | Championnat de France       | Championnat de France | Wimbledon | Wimbledon | US National | US National |
| ----- | - | - | --------------------------- | --------------------- | --------- | --------- | ----------- | ----------- |
| 1912  | - | - | Victoire W. Laurentz        |                       | -         | -         | -           | -           |
| 1913  | - | - | Ch. R. victoire W. Laurentz |                       | -         | -         | -           | -           |

Sous le résultat, le partenaire ; à droite, l’ultime équipe adverse.